# 霍光
霍光（？—前68年4月21日），字子孟，西汉河东郡平阳县（今山西省临汾市）人，政治家，麒麟阁十一功臣之首，名将霍去病异母弟，昭帝上官皇后外祖父，宣帝霍皇后之父。先后任郎官，曹官、侍中、奉车都尉、光禄大夫、大司马、大将军等职位，封博陆侯，谥号为宣成，是以又被尊称为博陆宣成侯。历经汉武帝、汉昭帝、汉廢帝、汉宣帝四朝，期间曾主持废立昌邑王。宣帝地节二年霍光去世，过世后第二年霍家因谋反被族诛。
霍光本人身高七尺三寸（约折合1.68米），皮肤白皙，眉目疏朗，胡须很美，是当时有名的美男子。他常被人和伊尹并提，称为伊霍，后世往往以「伊霍之事」代指权臣摄政废立皇帝。

## 生平

### 少年时期：名将幼弟
霍光的父亲霍仲孺是河东郡平阳县的县吏，前141年前后在长安平阳侯府的时候和府中侍女卫媪之女卫少儿私通生下霍去病。霍仲孺回平阳侯国，和卫少儿不再来往，后另娶妻生霍光。
元狩二年（前121年），霍去病拜骠骑将军之职，在出击匈奴的途中，被河东太守出迎至平阳侯国的传舍，并派人请来霍仲孺与之父子相见。霍去病替霍仲孺大量购买田地房屋和奴婢后离去。霍去病此次出征凯旋时，再次拜访霍仲孺，并将异母弟弟霍光一起带到长安照顾。霍光当时年仅十七岁，在霍去病的帮助下，先任郎官，随后迁任诸曹，侍中等职位。
元狩六年（前117年），霍去病去世。霍光升任奉车都尉、光禄大夫等职位，侍奉汉武帝左右，前后出入宫禁二十多年，未曾犯一次错误。因此得到汉武帝的信任。

### 武帝末年：托孤重臣
征和二年（前91年），卫太子被江充以巫蛊之祸逼死后，汉武帝决定立钩弋夫人之子刘弗陵为储君，并计划令霍光辅佐。武帝令宫中画师画《周公负成王朝诸侯图》赐给霍光，暗示他准备辅政。后元元年（前88年）侍中僕射莽何羅與弟弟重合侯莽通（馬通）謀反，刺殺武帝的行動被金日磾當場阻止，武帝派侍中駙馬都尉金日磾、奉車都尉霍光、騎都尉上官桀領兵勦除殘黨。随后于后元二年（前87年）武帝在临终前兩天立皇太子，即後來的漢昭帝，並任命霍光為大司馬大將軍，金日磾為車騎將軍，及太僕上官桀為左將軍，搜粟都尉桑弘羊為御史大夫，皆拜臥內床下，受遺詔輔少主。一同辅佐时年八岁的汉昭帝。昭帝二年，以武帝遺詔，封霍光、金日磾、上官桀三人为列侯。霍光被封為博陸侯但当时也有人提出异议，认为武帝根本没有留下封三人為侯的遗诏。
民国史学家吕思勉考据认为汉武帝托孤给霍光等人不足为信，所谓托孤之时所云“立少子，君行周公之事”和画周公辅政图相送其实为子虚乌有，他认为：
- 霍光只是汉武帝身边的左右侍卫，只是供驱使的下人，怎可能被汉武帝如此重视而有托孤之重任？
- 金日磾乃匈奴人，实则为异族外人，托孤事关朝廷社稷不可能托付给一个与汉政权有杀父之仇的异族后代

其實漢武帝託孤沒有問題，是朝中文武都知道的。漢武帝去世前立太子，並一併任命顧命大臣，當時丞相是年邁的田千秋(亦稱車千秋)，也有在顧命之列。昭帝即位後，由大司馬大將軍霍光主持朝政，田千秋從旁協助，昭帝和田千秋並沒有否認武帝託孤這件事。

### 昭帝时期：权倾天下

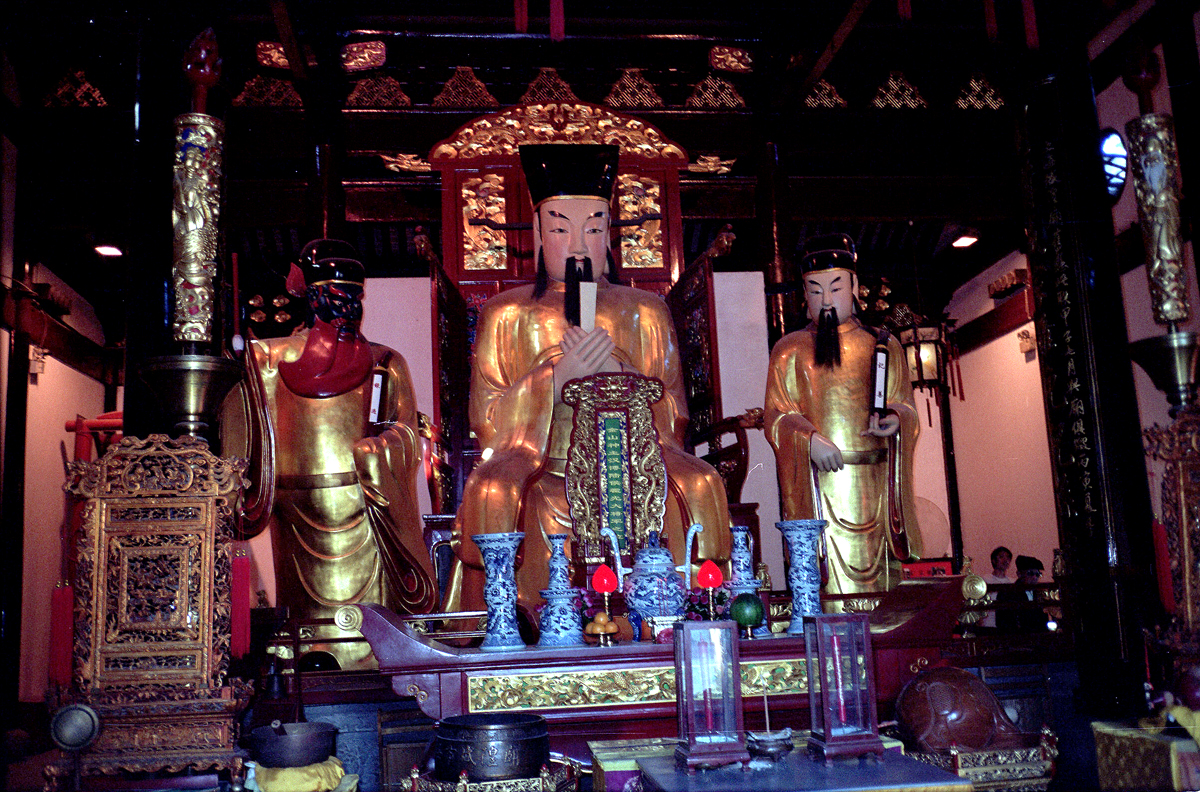
上海城隍庙供奉的汉博陆侯霍光大将军之位

霍光与同为辅政大臣的金日磾和上官安都有联姻关系。金日磾次子金赏的妻子是他女儿。另外一位辅政大臣上官桀的儿子上官安所娶则是霍光长女，有一女上官氏。上官安打算让时年仅仅六岁的上官氏做皇后，遭到霍光反对，于是转而走盖长公主的门路，成功实现目的。上官家族为了回报盖长公主，想将其情夫丁外人封列侯和光禄大夫，也被霍光驳回。霍光此前又曾多次阻止上官家族其他亲戚封官。双方因而结怨，成为政敌。此時的外朝領袖桑弘羊也因為與內朝領袖霍光發生激烈鬥爭，因此加入了上官桀的反霍光集團。桑弘羊在西元前81年鹽鐵會議上與霍光發生政見衝突，又因為同年霍光任命自己親信楊敞為大司農，侵入了桑弘羊獨佔的財政大權，讓桑弘羊憤而加入反霍光集團。
於是，上官桀父子联合盖长公主、燕王刘旦以及辅政大臣桑弘羊等共同结成反对霍光的同盟，假托燕王名义趁霍光休假的时候向汉昭帝上书诬陷霍光有不臣之心，并内外接应，做好准备打算一举擒杀霍光，但时年仅十四岁的昭帝识破了他们的阴谋，不予理睬，并安抚霍光，且下令追查上书人的来历。后来汉昭帝还下令如有人上书毁谤霍光者必追究到底。
上官桀等人见无法从昭帝处下手，便决定发动政变杀霍光，废黜昭帝，立燕王为帝。但计划泄漏，霍光族灭上官桀父子和桑弘羊，盖长公主和燕王旦自杀。此后霍光成为朝政实际上的决策者。
在昭帝时期，霍光得到汉昭帝的全面信任，因而得以独揽大权，他采取休养生息的措施，多次大赦天下，鼓励农业，使得汉朝国力在连年征战后得到一定的恢复，这段时期和后来的宣帝朝被合称昭宣中兴。对外也缓和了同匈奴的关系，恢复和亲政策。

### 昌邑王贺：伊霍废立
元平元年（前74年）夏四月癸未日，年僅二十二歲的汉昭帝忽然驾崩，他没有儿子。霍光迎立汉武帝孙昌邑王刘贺即位，但在二十七天之后就以淫乱无道为由报请上官太后废除了他的帝位。
眾大臣上書孝昭皇后：
丞相臣敞、大司馬大將軍臣光、車騎將軍臣安世、度遼將軍臣明友、前將軍臣增、後將軍臣充國、御史大夫臣誼、宜春侯臣譚、當塗侯臣聖、隨桃侯臣昌樂、杜侯臣屠耆堂、太僕臣延年，太常臣昌、大司農臣延年、宗正臣德、少府臣樂成、廷尉臣光，執金吾臣延壽、大鴻臚臣賢、左馮翊臣廣明、右扶風臣德、長信少府臣嘉、典屬國臣武、京輔都尉臣廣漢、司隸校尉臣辟兵、諸吏文學光祿大夫臣遷、臣畸、臣吉、臣賜、臣管、臣勝、臣梁、臣長幸、臣夏侯勝、太中大夫臣德、臣卬昧死言皇太后陛下：臣敞等頓首死罪。天子所以永保宗廟總一海內者，以慈孝、禮誼、賞罰為本。孝昭皇帝早棄天下，亡嗣，臣敞等議，禮曰：「為人後者為之子也」，昌邑王宜嗣後，遣宗正、大鴻臚、光祿大夫奉節使征昌邑王典喪。服斬縗，亡悲哀之心，廢禮誼，居道上不素食，使從官略女子載衣車，內所居傳捨。始至謁見，立為皇太子，常私買雞豚以食。受皇帝信璽、行璽大行前，就次發璽不封。從官更持節，引內昌邑從官騶宰官奴二百餘人，常與居禁闥內敖戲。自之符璽取節十六，朝暮臨，令從官更持節從。為書曰：「皇帝問侍中君卿：『使中御府令高昌奉黃金千斤，賜君卿取十妻。』」大行在前殿，發樂府樂器，引內昌邑樂人，擊鼓歌吹作俳倡。會下還，上前殿，擊鐘磬，召內泰壹宗廟樂人輦道牟首，鼓吹歌舞，悉奏眾樂。發長安廚三太牢具祠閣室中，祀已，與從官飲啖。駕法駕，皮軒鸞旗，驅馳北官、桂宮，弄彘斗虎。召皇太后御小馬車，使官奴騎乘，遊戲掖庭中。與孝昭皇帝宮人蒙等淫亂，詔掖庭令敢洩言要斬。
取諸侯王、列侯、二千石綬及墨緩、黃綬以並佩昌邑郎官者免奴。變易節上黃旄以赤。發御府金錢、刀劍、玉器、采繒、賞賜所與遊戲者。與從官官奴夜飲，湛沔於酒。詔太官上乘輿食如故。食監奏未釋服未可御故食，復詔太官趣具，無關食鹽。太官不敢具，即使從官出買雞豚，詔殿門內，以為常。獨夜設九賓溫室，延見姊夫昌邑關內侯。祖宗廟祠未舉，為璽書使使者持節，以三太牢祠昌邑哀王園廟，稱嗣子皇帝。受璽以來二十七日，使者旁午，持節詔諸官署征發，凡一千一百二十七事。文學、光祿大夫夏侯勝等及侍中傅嘉數進諫以過失，使人簿責勝，縛嘉系獄。荒淫迷惑，失帝王禮誼，亂漢制度。臣敞等數進諫，不變更，日以益甚，恐危社稷，天下不安。
臣敞等謹與博士臣霸、臣雋捨、臣德、臣虞捨、臣射、臣倉議，皆曰：「高皇帝建功業為漢太祖，孝文皇帝慈仁節儉為太宗，今陛下嗣孝昭皇帝後，行淫辟不軌。《詩》云：『籍曰未知，亦既抱子。』五辟之屬，莫大不孝。周襄王不能事母，《春秋》曰『天王出居於鄭』，繇不孝出之，絕之於天下也。宗廟重於君，陛下未見命高廟，不可以承天序，奉祖宗廟，子萬姓，當廢。」臣請有司御史大夫臣誼、宗正臣德、太常臣昌與太祝以一太牢具，告祠高廟。臣敞等昧死以聞。

霍光同群臣商议后决定从民间迎接武帝曾孙刘病已（後改名劉詢）继承帝位，即汉宣帝。霍光效法殷商伊尹，行廢立天子之事，從此後人合稱為「伊霍」。

### 宣帝时期：祸萌骖乘
汉宣帝即位初，霍光表示要归政于帝，但宣帝没有接受，朝廷事务的决策仍先经过霍光过问再禀报皇帝。宣帝对霍光表面上很信任，但内心十分忌惮，与之同车时“若有芒刺在背”。霍光本人功高震主，为后来的全家族灭埋下了祸根。
汉宣帝即位后，没有依照群臣提议立霍光之女霍成君为皇后，而是委婉地以寻故剑的名义表示要立自己的元配妻子许平君为皇后。霍光没有反对，但以许皇后父亲許廣漢受过宫刑的缘故反对汉宣帝依照汉朝惯例封后父为列侯。霍光的妻子霍显对女儿没有成为皇后不满，背着霍光趁许皇后生产的机会买通医生淳于衍毒死了许皇后。许皇后死后，宣帝追究医生责任，淳于衍下狱受审，显害怕而向霍光坦白了此事。霍光惊骇之余，想要追究显的责任，但最终还是碍于夫妻情分替她掩盖了过去。霍成君最终被立为后。
地节二年（前68年）春三月庚午，霍光病重逝世，临终上书请分自己的兩萬戶封邑中的三千户给其侄孙霍山，以继承其兄长霍去病的香火。

### 身后哀荣：全族覆灭

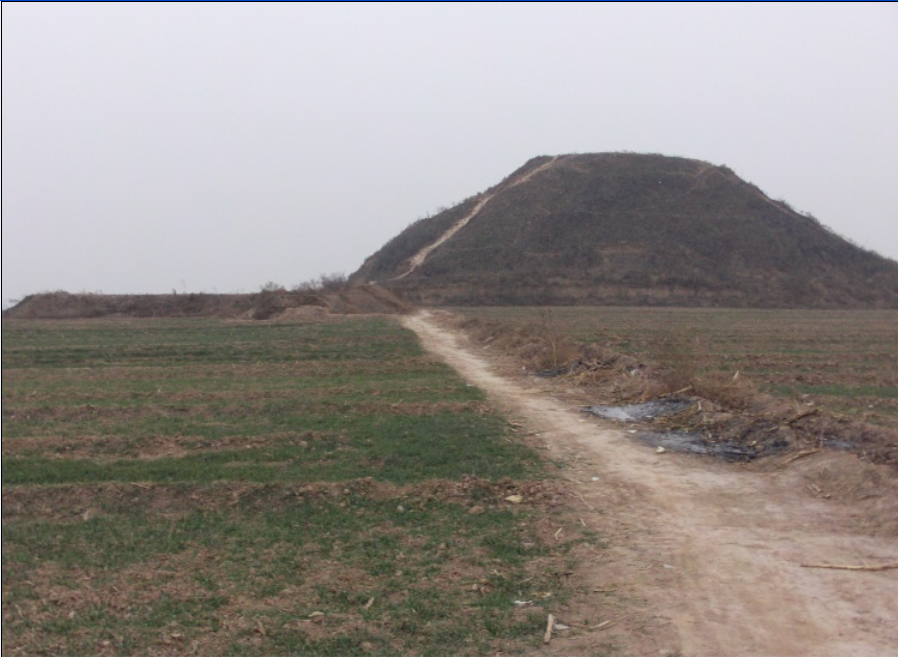
霍光在漢茂陵的陪葬墓

霍光死后，汉宣帝与上官太后一同到场治丧，将之与萧何相比，以皇帝级别的葬仪葬于茂陵。其葬礼上，有玉衣、梓宫、便房、黄肠题凑等葬具，以缊辌车，黄屋送葬。霍光遗孀显犹嫌不够气派，将霍光生前為自身安排的坟墓规格加以扩大。
汉宣帝同霍光子侄关系逐步恶化，显毒杀许皇后的消息也开始流传。宣帝听到后并未开始调查，而是先采取措施提拔自己的外戚與霍氏的政敵担任要职，架空霍家子弟的兵权，汉宣帝先改霍光女婿大将军范明友为光祿勳，羽林监任胜为安定郡太守，又把霍光的姐夫张朔由给事中光禄大夫改为蜀郡太守，孙婿王汉为武威郡太守，长乐宮衞尉邓广汉为少府，这样夺取了他们的在首都的军权，扫清了霍家的外围势力。接着开始对霍家动手，改霍禹为大司马，無印綬，架空兵权，霍光的另一女婿赵平的兵权也被夺，霍氏人馬再也无法掌握长乐宫和未央宫的禁軍。
霍氏家族惶恐之余，决定反击，霍禹打算殺了丞相魏相與宣帝的丈人昌成君許廣漢，廢黜皇帝，前66年七月，事情败露，太夫人显和霍禹被腰斩，霍云、霍山自杀，霍光诸子女及女婿亦全部被弃市处死。至此，霍氏子侄除女婿金赏因告发谋反一事被赦免外，全部被杀或者自杀，女儿霍成君也被废处昭台宫，十二年后自杀。长安城中有数千人家被牵连。当时人大多认为霍家功高震主，族灭之因在霍光辅政时期就已经埋下，谋杀许皇后和谋反不过是事件爆發的導火線。
霍家族灭以后，霍光之墓未被株连，依旧陪葬茂陵。
甘露三年（前51年），汉宣帝因匈奴归降，回忆往昔辅佐有功之臣，乃令人画十一名功臣图像于麒麟阁以示纪念和表扬，列霍光为第一，并为了表示尊重，独独不写出霍光全名，只尊称为「大司马、大将军、博陆侯，姓霍氏」。
此后霍光一直为汉朝皇帝所尊奉祭祀。汉成帝年间，曾增加守墓人一百户。汉平帝元始二年（2年），以千户封霍光堂弟的曾孙霍阳为博陆侯，奉祀霍光。汉章帝时一度想封霍光后代为侯，但因找不到子孙而作罢。

## 家庭
- 父亲：霍仲孺
- 母亲：□氏
- 妻子：东闾□（早卒）、□显（继室，谋反被诛）
- 大哥：霍去病（同父异母）
- 长子：霍禹（谋反被诛），儿媳：□氏
- 女儿：霍□，女婿：上官安（元凤政变被诛）
- 女儿：霍□，女婿：邓广汉（谋反被诛）
- 女儿：霍□，女婿：赵平（谋反被诛）
- 女儿：霍□，女婿：范明友（谋反自杀）
- 女儿：霍□，女婿：任胜（谋反被诛）
- 女儿：霍□，女婿：金赏
- 女儿：霍成君（自杀），女婿：汉宣帝

## 后世评价及影响

### 正面评价
霍光废立皇帝，与商朝名臣伊尹放太甲于桐宫的故事相同，是臣子忠于社稷的行为。
霍光作为昭宣中兴时期秉政时间最长的执政者，对于这一治世的出现有着不可抹煞的功劳，他废昌邑王而改立的汉宣帝也是中国历史上杰出的统治者。
西漢末年，王莽同樣權傾天下，廢立君主。但王莽最終篡奪漢家天下，而霍光輔佐帝室，安邦定國，故史書往往將兩人並提，以儆後人，分清真假。但亦有史家認為，兩人所處的環境僅表面相同，不可一概而論。

### 不學亡術
《漢書·卷六十八》批評：「（贊曰）然光不學亡術，闇於大理，陰妻邪謀，立女為后，湛溺盈溢之欲，以增顛覆之禍，死財三年，宗族誅夷，哀哉！」
源因漢武帝臨終前將年幼太子託付給他，並封其為大司馬大將軍，希望他輔佐太子治理朝政。霍光受武帝之託輔佐漢昭帝，將朝政治理得井井有條，霍光認為自己不負先帝之託；但是，昭帝卻突然病逝，霍光只好與眾大臣商議，立武帝之孫昌邑王劉賀登位。可是劉賀縱淫無道，霍光再與眾臣建議皇太后廢帝劉賀，另立武帝之曾孫劉詢即位，即為漢宣帝。
宣帝即位之後，霍光妻子顯基於私利，想將女兒嫁給宣帝為后，勾結女醫毒死原先冊立的皇后許平君，順利將女兒霍成君送入宮中冊封皇后。此事東窗事發之後，霍光雖大為震驚，卻仍然袒護妻子，將事情隱瞞下來。霍光病逝以後，有人將此事密告宣帝，宣帝隱然有打壓霍家之勢，並決定立與許平君所生的劉奭為太子。霍光妻子惱怒，意圖刺殺太子謀反，招致霍氏族人被誅殺殆盡。
班固在《漢書》評論霍光對於漢室的功勞，雖然可以比之周公、伊尹，但是未能貫徹聖賢書中所言的大道理，選擇使用不適當的方法處理事情，隱瞞妻子的陰謀並立女兒為皇后，顯盡湛溺盈溢之欲，最終導致死後三年霍氏滅門的禍端，是之為「不學亡術」。「不學無術」這句成語典故從此演變而出，用以表示不知研習經典，並從中獲取經驗與知識，以致行為處事有所偏頗或錯誤；後世泛指個人未經學習，而沒有學問才幹。

### 争议和疑点
霍光废立昌邑王，当时也有人认为是昌邑王及其党羽没有准备好，没有及时除去霍光而招致的祸患。
后世权臣废立皇帝，为了掩盖动机，往往假称“行伊霍之事”。不过由于《竹书纪年》曾质疑伊尹事迹，加上后世行伊霍之事的往往都是图谋篡位之人，因此，很多人也对霍光的动机产生疑问。
近代开始，有史学家提出霍光本人為了擴大權力，逐漸侵害其他几位辅政大臣的權勢，促成桑弘羊等人的廢殺事件；而废刘贺立刘询也多出于霍光專權的個人用心。刘贺久在封国，广有党羽，不一定听从霍光的“辅政”，刘询长在民间，无依无靠，无法和霍光抗衡，當劉賀與霍光的衝突一觸即發時，霍光因此废了昌邑王改立汉宣帝。
霍光被非议的問題又有以下几点：
- 霍光一直称赞什么事都不管的丞相田千秋，其动机是田的行为方便他大权独揽，破坏了武帝当年临终安排多人辅政相互制衡的计划。

- 盖长公主与燕王谋反一案中，桑弘羊等人存在疑点[50]。

- 汉朝封权臣幼子官职一直是惯例，霍光诸子也未例外，因此他反对桑弘羊为儿子求官的行为，不一定是出于汉书所说的高尚的动机。

- 霍光本人曾将六七岁的女儿嫁给金日磾之幼子金赏，这一点与汉书中说他以上官氏年龄太小反对立为皇后的行为存在矛盾。

- 霍光为了其外孙女上官皇后独宠以生下汉昭帝的后代，默许太医借口汉昭帝身体不好而令宫中宫女皆穿“穷裤”[51]。

- 霍光等三人因武帝遗诏而封列侯的说法，早在当日就有王忽质疑，王忽也因此被霍光间接逼死，这一点表明，霍光和金日磾桑弘羊等人的列侯爵位也存在疑点。[52]

- 霍光治家不严，其继室作出毒死皇后的鲁莽行径也被他轻轻放过。他的家奴在长安横行霸道，甚至曾打上御史大夫府第。汉乐府中也有“昔有霍家奴，姓冯名子都[53]。依倚将军[54]势，调笑酒家胡。”之句。霍光也因為這點被班固批評「不學無術」[55]。